# サボテンハーブ園

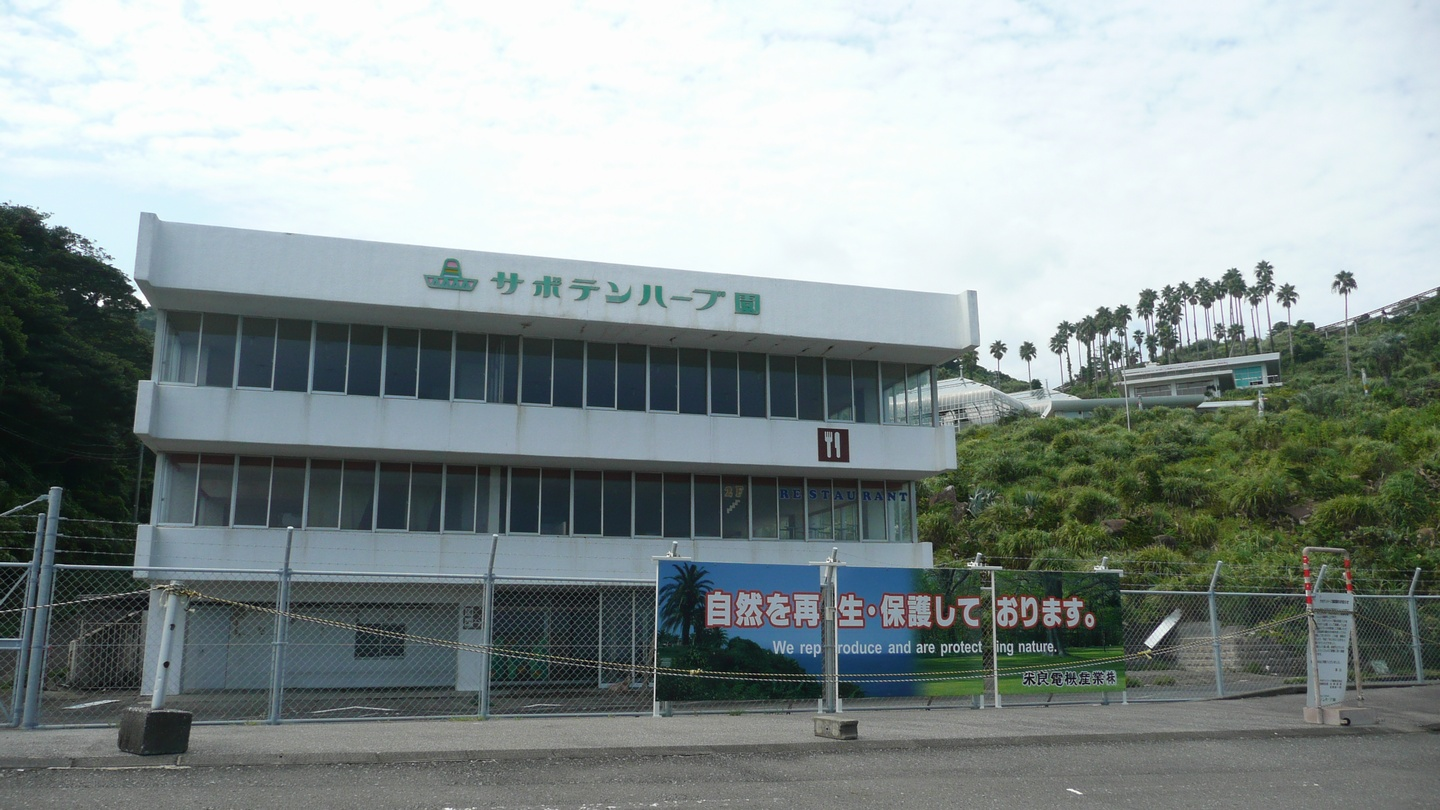
サボテンハーブ園の現状（2008年9月11日）

サボテンハーブ園（サボテンハーブえん）は、かつて宮崎県日南市に存在した宮崎交通所有の植物園である。
1937年に無料の「サボテン公園」としてオープン。日南海岸の丁度中間、太平洋に面した岬に約50万坪の広い園内に130万本のウチワサボテンが植栽されていた。ケスタ地形を利用した、海を望む日当たりの良い傾斜地に作られており、園内にはスカーレットベルという鐘があった。また、園内のレストランにおいては日本国内では珍しいサボテンステーキを食べることができ、他にもサボテン味のうどんやソフトクリームなどもあった。
1995年には園内にハーブの温室も整備され、さらにはスロープカーやスロープコンベアを完備するなど園内大幅リニューアル。名称も「サボテンハーブ園」に改められ、これまでのサボテンに加え、アロエなど多種多様の亜熱帯植物乾燥性植物類も植栽されるようになった。これに伴い有料化され、入園料が必要となった。
この頃はまだ付近にサンメッセ日南が建設される前であり、当時はメインストリートだった国道220号沿いに位置する施設として、鵜戸神宮や都井岬へ向かう途中の沿線にある事も幸いし、長らく日南海岸を代表する観光名所として多くの観光客で賑わいを見せていた。
しかし、観光ニーズの変化や、これまでの沿線であった国道220号がトンネルの開通により旧道化した事などの複合的要因により入場者の減少も続き、さらにはそれに追い打ちをかけるかのように2004年に宮崎県を襲った3度の台風により園内はおろか周辺道路も壊滅的な被害を受け一時休園を余儀なくされ、また、ちょうどこの頃には運営母体の宮崎交通が産業再生機構による支援が決定した時期とも相まって、2005年3月31日で閉園した。オープンから68年間に約4500万人もの入園者数を記録した。
跡地は閉館当時のまま残された状態となっているが、現在は地元の米良電器産業の管理下になっている。

## 営業時間
- 5月から9月 - 9時 - 17時30分
- 10月から4月 - 9時 - 17時

## 入園料
- 大人 - 600円
- 子供 - 300円

座標: 北緯31度41分23秒 東経131度27分52秒 / 北緯31.68972度 東経131.46444度